# 山口末吉
山口 末吉（やまぐち すえきち、1907年6月20日 - 2003年1月27日）は、日本の経営者。日本製粉社長を務めた。北海道出身。

## 経歴・人物
1929年に北海道帝国大学農学部農業実科を卒業し、同年に日本製粉に入社した。1938年に取締役に就任し、1961年に常務、1970年に専務、1972年に副社長を経て、1974年から1979年までに社長を務めた。
2003年1月27日肺炎のために死去。95歳没。